# Rainbow (Band)
Rainbow (englisch für Regenbogen) ist eine britische Hard-Rock-Band, die 1975 von Ritchie Blackmore gegründet wurde, der nach seinem Ausstieg bei Deep Purple ein Soloprojekt startete. Die Band existiert mit mehrjährigen Unterbrechungen parallel zu Blackmores Band Blackmore’s Night bis heute.

## Bandgeschichte
Ende 1974 schlug Ritchie Blackmore seiner Band Deep Purple vor, den Song Black Sheep of the Family (Im Original von Quatermass, 1970) zu covern. Da seine Bandkollegen ablehnten, beschloss er, den Song als Soloprojekt aufzunehmen. Für die Aufnahme rekrutierte er als Begleitband die komplette New Yorker Band  Elf mit dem Sänger Ronnie James Dio, die bereits mehrfach als Vorgruppe für Deep Purple aufgetreten war. Als B-Seite für diese Single schrieben Dio und Blackmore den Song Sixteenth Century Greensleeves (in Anlehnung an das bekannte Greensleeves), der ihnen nach eigener Aussage noch besser gefiel, und es entstand die Idee, ein ganzes Album in dieser Besetzung aufzunehmen. Dieser Plan wurde im März 1975 im Keller des Münchener Arabella-Hauses auch umgesetzt, wo sich die Musicland Studios befanden. Während oben im Hotel Blackmores Kollegen versammelt waren und sich auf die Tour vorbereiteten, nahm Blackmore im Keller des Hotels sein Soloalbum auf. Im April 1975 schließlich entluden sich die Spannungen zwischen Blackmore und seinen Kollegen von Deep Purple dahingehend, dass Blackmore die Band verließ. Ohnehin mit der Entwicklung von Deep Purple nach dem Einstieg von Glenn Hughes und David Coverdale unzufrieden, hatte er nun Gelegenheit, sich mit seinem Soloalbum endgültig von der Band zu emanzipieren. Obwohl zwischen Dio und Blackmore abgesprochen war, die Band Ritchie & Ronnie's Rainbow zu taufen, erschien das erste Rainbow-Album unter dem Namen Ritchie Blackmore’s Rainbow im August 1975. Zwei Jahre später wurde der Name in Rainbow abgekürzt, allerdings wurde zu der Zeit noch von verschiedenen weltweiten Vertriebsfirmen der Name Ritchie Blackmore’s Rainbow weitergeführt, um durch die Nennung von Blackmores Namen in Regionen mit schwächeren Verkaufszahlen noch vom Zugpferd Deep Purple zu profitieren.
Der Name „Rainbow“ wurde der Rainbow Bar and Grill entlehnt, einer berühmten Rockbar am Sunset Boulevard in Hollywood, in der sich seit den Siebziger Jahren bis heute bekannte Rockmusiker treffen.
Die Band wurde 1984 von Ritchie Blackmore aufgrund der bevorstehenden Reunion von Deep Purple aufgelöst, 1994 von ihm wiederbegründet und 1997 zugunsten von Blackmore’s Night erneut aufgelöst. Im Jahr 2015 wurden in neuer Besetzung mit Frontmann Ronnie Romero für 2016 Konzerte angekündigt. In den Jahren 2017 bis 2019 wurde die erfolgreiche Tournee fortgesetzt. Rainbow verkaufte bisher weltweit 28 Millionen Alben und gehört zu den erfolgreichsten Rockbands der 1970er und 1980er Jahre.
Zu den bekanntesten Rainbow-Stücken zählen Since you been gone, All night long, I surrender, Man on the silver mountain, Long live Rock'n'Roll, Catch the rainbow sowie die opulenten Werke Stargazer und Gates of Babylon.
Im Live-Repertoire von Rainbow finden sich auch zahlreiche Songs von Deep Purple.

### Die Dio-Ära
Aus dem Soloprojekt Ritchie Blackmore’s Rainbow entstand schließlich die Band Rainbow, wobei Blackmore noch vor Veröffentlichung des Debüts mit Ausnahme von Ronnie James Dio alle Bandmitglieder auswechselte. Diese Praktik behielt er während der gesamten Existenz von Rainbow bei, so dass kaum eine Besetzung länger als ein Album und eine Tour existierte. Die zweite Besetzung von Rainbow bestand neben Dio und Blackmore aus Cozy Powell (Schlagzeug), Jimmy Bain (Bass) sowie Tony Carey (Keyboards) und wird von vielen Fans als das klassische Line-Up betrachtet. Diese Besetzung nahm im Februar/März 1976 das zweite Album Rising auf, das, wie zuvor schon das erste, im Münchner Musicland-Studio eingespielt wurde. An den Aufnahmen nahmen auch die Münchner Philharmoniker teil. Die Songs dieses Albums setzten Maßstäbe im Genre: Stargazer, Tarot Woman und A Light in the Black fielen durch die Gesangsleistungen von Dio, außergewöhnliche Songlängen von sechs bis acht Minuten, die Hinzuziehung eines Orchesters und durch konzertierende Soloeinlagen von Keyboard und Gitarre auf.
Nach der Veröffentlichung des zweiten Albums ging die Band 1976/1977 auf ihre erste Tournee, auf der das Livealbum On Stage mitgeschnitten wurde, das 1977 veröffentlicht wurde; Vorband auf dieser Tour waren die damals noch recht unbekannten AC/DC. Die ursprünglich für dieses Album in Deutschland mitgeschnittenen Aufnahmen erwiesen sich als ungeeignet für das LP-Format, da die Songs zu lang waren, daher spielten Rainbow auf der Japan-Tournee einige Lieder speziell für das Album etwas kürzer. Die Aufnahmen der Deutschland-Tournee wurden erst 1990 auf Doppel-CD mit dem Namen Live in Germany veröffentlicht. 1977 wurde, nunmehr mit Bob Daisley am Bass und David Stone an den Keyboards, auch das dritte Album Long Live Rock’n’Roll aufgenommen, das 1978 erschien. Durch die gewachsene Popularität der Band konnten sich von diesem Album auch erstmals Singles auf höheren Positionen in den Charts platzieren (siehe Diskografie). Anders als bei Rising hatten die Stücke mehrheitlich typische Single-Längen, jedoch waren mit dem orientalisch anmutenden, im Soloteil ausufernden Gates of Babylon und der Ballade Rainbow Eyes auch zwei überlange Stücke dabei, mit welchen die Vinylseiten jeweils abschlossen.
Letztlich kam es auch in dieser Besetzung wieder zu bandinternen Spannungen. Blackmore betrachtete Rainbow als sein eigenes Projekt. Dio kam jedoch nicht mit Blackmores Temperament und Egozentrismus zurecht und verließ daher 1978 die Band.

### Der Übergang
Zunächst stieg 1979 der Sänger Graham Bonnet in die Band ein. Bonnet war ein entfernter Cousin der Bee Gees und war bereits einige Jahre zuvor im Duo The Marbles mit dem Hit Only One Woman erfolgreich. Mit ihm kam auch Roger Glover in die Band, der zuvor schon mit Blackmore bei Deep Purple gespielt hatte. Glover übernahm zusätzlich die Rolle des Produzenten. Mit von der Partie war in dieser Besetzung auch der Keyboarder Don Airey, der zuvor schon bei Colosseum II von sich reden gemacht hatte und nach seiner Rainbow-Zeit mit vielen bekannten Hardrock-Musikern zusammenarbeitete (Michael Schenker Group/MSG, Gary Moore, Ozzy Osbourne und später auch Deep Purple).
In dieser Besetzung wurde 1979 das Album Down to Earth veröffentlicht, das – anders als seine Vorgänger – mit Since You Been Gone (geschrieben vom Ex-Argent-Gitarristen Russ Ballard) und All Night Long auch zwei Hit-Singles enthielt. Daneben gab es im abermals orientalisch beeinflussten Eyes of the World und dem harten Lost in Hollywood die gewohnten langen Solodialoge zwischen Gitarre und Keyboards. Alles in allem war, auch durch Bonnets Gesang, die Platte durchaus noch gewohnt hart (bzw. definitiv härter als Rainbows Erstling), andererseits wirkte die Produktion insgesamt glatter als die Vorgängeralben, woran auch der Bass von Roger Glover seinen Anteil hatte. Dieser fiel gerade im Vergleich zum zuvor rhythmisch stark variierenden, die anderen Instrumente zuweilen antizipierenden Daisley als doch sehr beat- und grundtonlastig auf.
Letztlich waren bereits hier erste Annäherungen an den in den folgenden Alben doch recht deutlich eingeschlagenen Mainstream-Sound erkennbar.

### Die Achtziger
Während der Aufnahmen zum kommenden Album wurde Graham Bonnet durch den Amerikaner Joe Lynn Turner ersetzt. Blackmore hoffte, mit einem amerikanischen Sänger auch auf dem US-Markt Erfolg zu haben. Mit Turner wurden – wieder mit ansonsten wechselnden Besetzungen – die drei Alben Difficult to Cure (1981), Straight Between the Eyes (1982) und Bent Out of Shape (1983) eingespielt. Die Musik dieser Alben entwickelte sich teilweise in Richtung radiotauglichen Mainstream-Rocks, für deren Komposition Blackmore häufiger auf die Hilfe bekannter Auftragssongwriter wie Russ Ballard zurückgriff. Aus dieser Zeit stammt mit I Surrender (von Difficult to Cure) auch der erfolgreichste Song der Band, der in Großbritannien Platz 3 in den Single-Charts erreichte und von Ballard komponiert worden war. Eine weitere Besonderheit dieser Phase stellte jedoch auch der Titelsong von Difficult to Cure dar, der eine instrumentale Bearbeitung des Schlusssatzes Ode an die Freude aus Beethovens 9. Sinfonie darstellt.
Obwohl die Band nun in den USA etwas höhere Chartplatzierungen erreichte, blieb der erhoffte große Durchbruch in Amerika aus. Blackmore war wieder einmal mit der Gesamtsituation unzufrieden und versuchte erfolglos, Ian Paice (Purple-Drummer) und Ian Gillan zu einem Einstieg zu bewegen. Nach dem letzten Konzert der Bent-Out-Of-Shape-Tour im März 1984 in Tokio löste Blackmore die Band vorerst auf und belebte zusammen mit Roger Glover die erfolgreiche Mk II-Besetzung von Deep Purple wieder.

### Das Erbe Rainbows
Nach seinem Ausstieg bei Rainbow ging Ronnie James Dio zunächst für zwei Alben zu Black Sabbath, wo er Ozzy Osbourne als Sänger ablöste und als (Co-)Songschreiber einen deutlichen Stilwechsel herbeiführte. Ergebnis waren die beiden Alben Heaven and Hell und Mob Rules, die wesentlich melodischer und weniger rau als die Alben mit Osbourne am Mikrofon ausfielen und deutlich von Rainbow beeinflusst waren. Nach Spannungen mit dem Gitarristen Tony Iommi stieg Dio auch bei Black Sabbath aus und startete mit der ebenfalls maßgeblich von Rainbow beeinflussten Band Dio eine erfolgreiche Solokarriere, deren Laufbahn er nur für einen kurzen Wiedereinstieg bei Black Sabbath 1992 mit dem Album Dehumanizer unterbrach. 2007 formierte sich die Black-Sabbath-Besetzung mit Dio als Sänger unter dem Namen Heaven and Hell und absolvierte mehrere Festivalauftritte. Ronnie James Dio starb 2010.
Graham Bonnet sang nach seinem Ausstieg bei verschiedenen Bands, u. a. bei der Michael Schenker Group. 1984 gründete er die Band Alcatrazz, in der nacheinander u. a. der erklärte Rainbow-Verehrer Yngwie Malmsteen sowie Steve Vai spielten.
Ende der 1980er kam es unter den Mitgliedern von Deep Purple erneut zu Spannungen, mit dem Ergebnis, dass der Sänger Ian Gillan 1989 die Band verließ. Auf Anregung von Blackmore wurde Joe Lynn Turner Sänger bei Deep Purple. Zusammen mit dem Bassisten Roger Glover bestand Deep Purple damit mehrheitlich aus der letzten Rainbow-Besetzung. Somit klang auch das 1990er Album Slaves and Masters sehr nach der Turner-Phase von Rainbow. Da dieses Album jedoch untypisch für Deep Purple war und die Fans enttäuschte, wurde Blackmore überstimmt und Gillan zurückgeholt. Turner nahm danach Alben mit verschiedenen Bands und Projekten, hauptsächlich aber solo oder mit der Band Brazen Abbot auf.
Nachdem die erneuten Spannungen in der Band Blackmore 1993 dazu veranlasst hatten, Deep Purple zu verlassen, stellte er 1994 eine komplett neue Band mit dem alten Namen Rainbow zusammen. 1995 wurde das von Doogie White eingesungene Album Stranger in Us All veröffentlicht, dem eine Welttournee folgte. Nach dem letzten Rainbow-Konzert, das 1997 in Esbjerg (Dänemark) stattfand, gründete Blackmore zusammen mit seiner Lebensgefährtin und späteren Frau Candice Night, die auf dem letzten Rainbow-Album im Background gesungen hatte, das Projekt Blackmore’s Night, das sich auf Musik der Renaissance konzentriert.
Die Bedeutung von Rainbow für die Entwicklung des Heavy Metal und vieler seiner Spielarten, insbesondere des Power Metal, ist heute unbestritten. Insbesondere das Rising-Album übt noch bis heute einen wichtigen Einfluss auf Hardrock- und Metal-Musiker aus. So benannte etwa Yngwie Malmsteen seine erste Band nach dem Rainbow-Album Rising. Seine heutige Band agiert unter dem Namen Yngwie Malmsteen’s Rising Force. Darüber hinaus ist Malmsteen dafür bekannt, ehemalige Rainbow-Mitglieder zu „sammeln“. So waren unter anderem Cozy Powell, Joe Lynn Turner, Bob Daisley und Doogie White zu verschiedenen Zeiten Mitglieder von Malmsteens Band.

### Erneute Reunion/Neugründung 2015
Im Herbst 2015 wurden für 2016 mehrere Konzerte mit Ritchie Blackmore’s Rainbow (mit einer Neuauflage des Festivals Monsters of Rock) angekündigt. Die Besetzung besteht neben Blackmore aus dem Sänger Ronnie Romero (auch Sänger bei CoreLeoni, Michael Schenker Group und Lords Of Black), dem Keyboarder Jens Johansson (Stratovarius), dem Bassisten Bob Nouveau (Bob Curiano) und dem Schlagzeuger David Keith (Blackmore’s Night) sowie Candice Night und Claire Smith (Blackmore's Night) als Backgroundsängerinnen. Laut Blackmore hatte dessen Ehefrau Candice Night Videos von Ronnie Romero und dessen spanischer Rainbow-Tribute-Band „Rising“ im Internet gefunden und Blackmore vorgeschlagen, ihn sich anzuhören. Die Entdeckung Romeros hatte laut Blackmore die Idee zu einer Reunion erst ausgelöst.
Die Termine waren:
- 17. Juni 2016 Loreley Freilichtbühne – Sankt Goarshausen
- 18. Juni 2016 Festplatz am Viadukt – Bietigheim-Bissingen
- 25. Juni 2016 Genting Arena – Birmingham

Die ersten beiden Konzerte wurden im Herbst 2016 als Zusammenschnitt unter dem Titel Memories in Rock – Live In Germany in CD- und DVD-Format veröffentlicht. In den nächsten Jahren folgten weitere Konzerte im Großbritannien, Russland, Tschechien, Finnland, Schweden, Deutschland und Spanien.

## Stil
Rainbow setzten den Hard Rock Deep Purples fort, mischten ihn aber mit Elementen aus der mittelalterlichen Musik und waren in den 1970er Jahren stilbildend für den einige Jahre später aufkommenden Speed- und Power Metal (das für damalige Verhältnisse sehr schnelle Kill The King ging auf den Antrieb des Drummers Cozy Powell zurück, der sich einen schnellen Titel für seine Schlagzeug-Fähigkeiten wünschte). Die Titel wurden so auslegt, dass sie für lange Improvisationen auf der Bühne geeignet sind. Bei Liveaufnahmen erstreckten sich manche Titel wie Catch The Rainbow auf die doppelte bis dreifache Spieldauer. Dieses Prinzip machten sich viele Bands – auch Deep Purple – in dieser Zeit zu eigen. In den 1980er Jahren spielten Rainbow vermehrt kommerzielleren Mainstream-Hard-Rock und Stadionrock.
Die bekanntesten Stücke sind Since you been gone, All night long, Man on the silver mountain, Long live Rock'n'Roll, I surrender und das opulente Stargazer.

## Mitgliederübersicht
Die von zahlreichen Wechseln geprägte Bandgeschichte von Rainbow ist nachfolgend anhand der Besetzungen dargestellt.

## Musikalischer Stil
Die erste Rainbow-Platte war stilistisch mehr oder weniger eine Mixtur aus den letzten beiden Alben der nunmehr aufgelösten Band Elf – die ja auch fast komplett übernommen worden war – und dem (untypisch sanften) Deep-Purple-Album Stormbringer. Mit dem zweiten Album änderte sich das jedoch. Hauptsächlich verantwortlich dafür war der Einstieg des Schlagzeugers Cozy Powell und des Keyboarders Tony Carey. Das Doublebass-Spiel von Powell erhöhte das Tempo der Songs merklich, so dass für damalige Verhältnisse sehr schnelle Songs wie A Light In The Black oder Kill The King möglich waren. Tony Carey dagegen stellte einen kompetenten Keyboarder dar, dessen Spielweise das Keyboard zu einem vollwertigen Instrument machte. Das Keyboard wurde nun auch für Soloeinlagen und nicht bloß für atmosphärisch-flächige Begleitung verwendet. Ebenfalls herausragend war dabei die konzertierende Spielweise beider Soloinstrumente. Im Vergleich zu den Gitarre/Keyboard-„Duellen“ zwischen Blackmore und Jon Lord bei Deep Purple zuvor flossen die Soloteile beider Instrumente bei Rainbow zumeist ineinander über, um ein gemeinsames Ganzes zu erschaffen, anstatt miteinander zu konkurrieren.
Zudem setzte Carey damals moderne Synthesizer ein, um den Keyboardsound der Band von der damals im Hard Rock häufig benutzten Hammond-Orgel (vgl. Deep Purple oder Uriah Heep) abzuheben. Alles in allem setzten Rainbow in der Dio-Ära viele musikalische Mittel ein, die erst später im Bereich des Speed/Power Metal wieder aufgegriffen wurden.
Rainbow waren allerdings nicht nur auf eine Vorform des Heavy Metal beschränkt, sondern boten auch eine Plattform für Blackmores Verehrung mittelalterlicher Musik. So stellte der Song Sixteenth Century Greensleeves vom Debütalbum eine Adaption des bekannten Volksliedes Greensleeves aus dem 16. Jahrhundert dar. Auffällig war auch die Verwendung orchestraler Instrumente. Auf dem Album Rising wurden für einige Songs die von Rainer Pietsch dirigierten Münchner Philharmoniker engagiert, auf Long Live Rock’n’Roll erfüllte das Bayerische Streicherensemble unter Ferenc Kiss denselben Zweck. Diese klassischen Ensembles unterlegten zum einen „härtere“ Songs wie Stargazer mit Akkorden aus dem ganzen Orchester, zum anderen sorgten sie für eine Folk-ähnliche Atmosphäre in Balladen wie Rainbow Eyes.
Dios Texte stellen ebenfalls eine Besonderheit dar. Ganz entgegen dem damaligen Trend handelten sie von mystischen Sagen und mittelalterlichen Märchen, wobei Dio sie dabei in hohem Maße in einen Reim „zwang“ („Sleep with the devil and then you must pay / Sleep with the devil, the devil will take you away“ – aus Gates of Babylon). Dios Thematik lässt sich mit dem englischen Begriff Sword and Sorcery zusammenfassen. Mit seinem Abgang änderte sich daher insgesamt der Stil der Band.
Nach Dios Ausstieg, vor allem aber mit dem Einstieg von Joe Lynn Turner, wurden die folgenden Alben – sowohl von den Texten als auch in der Instrumentierung – nach und nach poppiger, da die Band, die bisher ihre größten Erfolge in Europa gefeiert hatte, auch den amerikanischen Markt erobern wollte. Rainbows Hardrock wurde immer konventioneller, und auch die textlichen Themen passten sich dem damaligen Standard (Liebe, Politik, Rockstar-Leben, Statussymbole usw.) an.
Seit der Reunion 2015 haben Rainbow kein Album veröffentlicht. Das Liverepertoire besteht aus den bekanntesten Stücken von Rainbow und Deep Purple.

## Diskografie

### Studioalben
| Jahr | Titel                       | Höchstplatzierung, Gesamtwochen, AuszeichnungChartplatzierungen (Jahr, Titel, Platzierungen, Wochen, Auszeichnungen, Anmerkungen) | Höchstplatzierung, Gesamtwochen, AuszeichnungChartplatzierungen (Jahr, Titel, Platzierungen, Wochen, Auszeichnungen, Anmerkungen) | Höchstplatzierung, Gesamtwochen, AuszeichnungChartplatzierungen (Jahr, Titel, Platzierungen, Wochen, Auszeichnungen, Anmerkungen) | Höchstplatzierung, Gesamtwochen, AuszeichnungChartplatzierungen (Jahr, Titel, Platzierungen, Wochen, Auszeichnungen, Anmerkungen) | Anmerkungen                           |
| Jahr | Titel                       | DE | CH | UK | US | Anmerkungen                           |
| ---- | --------------------------- | --- | --- | --- | --- | ------------------------------------- |
| 1975 | Ritchie Blackmore’s Rainbow | — | — | UK11 Silber · (8 Wo.)UK | US30 (15 Wo.)US | Erstveröffentlichung: 4. August 1975  |
| 1976 | Rising                      | DE38 (4 Wo.)DE | — | UK11 Silber · (22 Wo.)UK | US48 (… Wo.)US | Erstveröffentlichung: 17. Mai 1976    |
| 1978 | Long Live Rock ’n’ Roll     | DE26 (6 Wo.)DE | — | UK7 Silber · (12 Wo.)UK | US89 (11 Wo.)US | Erstveröffentlichung: 9. April 1978   |
| 1979 | Down to Earth               | DE19 (9 Wo.)DE | — | UK6 Gold · (37 Wo.)UK | US66 (15 Wo.)US | Erstveröffentlichung: 27. Juli 1979   |
| 1981 | Difficult to Cure           | DE13 (22 Wo.)DE | — | UK3 Gold · (22 Wo.)UK | US50 (16 Wo.)US | Erstveröffentlichung: 3. Februar 1982 |
| 1982 | Straight Between The Eyes   | DE21 (8 Wo.)DE | — | UK5 Silber · (13 Wo.)UK | US30 (23 Wo.)US | Erstveröffentlichung: 10. Juni 1982   |
| 1983 | Bent Out of Shape           | DE25 (9 Wo.)DE | — | UK11 (6 Wo.)UK | US34 (21 Wo.)US | Erstveröffentlichung: 24. August 1983 |
| 1995 | Stranger in Us All          | DE36 (8 Wo.)DE | CH40 (2 Wo.)CH | — | — | Erstveröffentlichung: 21. August 1995 |

grau schraffiert: keine Chartdaten aus diesem Jahr verfügbar

### Livealben
| Jahr | Titel                                     | Höchstplatzierung, Gesamtwochen, AuszeichnungChartplatzierungen (Jahr, Titel, Platzierungen, Wochen, Auszeichnungen, Anmerkungen) | Höchstplatzierung, Gesamtwochen, AuszeichnungChartplatzierungen (Jahr, Titel, Platzierungen, Wochen, Auszeichnungen, Anmerkungen) | Höchstplatzierung, Gesamtwochen, AuszeichnungChartplatzierungen (Jahr, Titel, Platzierungen, Wochen, Auszeichnungen, Anmerkungen) | Höchstplatzierung, Gesamtwochen, AuszeichnungChartplatzierungen (Jahr, Titel, Platzierungen, Wochen, Auszeichnungen, Anmerkungen) | Höchstplatzierung, Gesamtwochen, AuszeichnungChartplatzierungen (Jahr, Titel, Platzierungen, Wochen, Auszeichnungen, Anmerkungen) | Anmerkungen                             |
| Jahr | Titel                                     | DE | AT | CH | UK | US | Anmerkungen                             |
| ---- | ----------------------------------------- | --- | --- | --- | --- | --- | --------------------------------------- |
| 1977 | On Stage                                  | DE28 (5 Wo.)DE | — | — | UK7 Silber · (10 Wo.)UK | US65 (9 Wo.)US | Erstveröffentlichung: 7. Juli 1977      |
| 1986 | Finyl Vinyl                               | — | — | — | UK31 (4 Wo.)UK | US87 (10 Wo.)US | Erstveröffentlichung: Februar 1986      |
| 2006 | Live in Munich 1977                       | DE73 (1 Wo.)DE | — | — | — | — | Erstveröffentlichung: 13. Juni 2006     |
| 2013 | Black Masquerade – Rockpalast ’95         | DE14 (2 Wo.)DE | — | — | — | — | Erstveröffentlichung: 23. August 2013   |
| 2016 | Monsters of Rock – Live at Donington 1980 | DE54 (1 Wo.)DE | — | — | — | — | Erstveröffentlichung: 2016              |
| 2016 | Memories in Rock – Live in Germany        | DE11 (3 Wo.)DE | — | CH56 (1 Wo.)CH | — | — | Erstveröffentlichung: 18. November 2016 |
| 2017 | Live in Birmingham 2016                   | — | — | CH83 (1 Wo.)CH | — | — | Erstveröffentlichung: 9. Juni 2017      |
| 2018 | Memories in Rock II                       | DE26 (2 Wo.)DE | AT37 (1 Wo.)AT | CH48 (1 Wo.)CH | — | — | Erstveröffentlichung: 8. April 2018     |

grau schraffiert: keine Chartdaten aus diesem Jahr verfügbar
Weitere Livealben
- 1980: Monsters of Rock
- 1990: Live in Germany 1976
- 2006: Live in Düsseldorf 1976
- 2006: Live in Köln 1976
- 2006: Live in Nürnberg 1976
- 2015: Denver 1979
- 2015: Long Island 1979
- 2015: Live in Japan 1984
- 2016: Boston 1981

### Kompilationen
| Jahr | Titel                          | Höchstplatzierung, Gesamtwochen, AuszeichnungChartplatzierungen (Jahr, Titel, Platzierungen, Wochen, Auszeichnungen, Anmerkungen) | Höchstplatzierung, Gesamtwochen, AuszeichnungChartplatzierungen (Jahr, Titel, Platzierungen, Wochen, Auszeichnungen, Anmerkungen) | Anmerkungen                           |
| Jahr | Titel                          | DE | UK | Anmerkungen                           |
| ---- | ------------------------------ | --- | --- | ------------------------------------- |
| 1981 | The Best of Rainbow            | — | UK14 Gold · (17 Wo.)UK | Erstveröffentlichung: November 1981   |
| 2015 | A Light In The Black 1975-1984 | DE39 (1 Wo.)DE | — | Erstveröffentlichung: 23. Januar 2015 |

Weitere Kompilationen
- 1997: The Very Best of Rainbow (UK: Silber)
- 2000: The Millennium Collection: The Best of Rainbow
- 2002: Pot of Gold
- 2002: All Night Long: An Introduction
- 2003: Catch the Rainbow: The Anthology (UK: Silber)
- 2003: Winning Combinations: Deep Purple and Rainbow
- 2009: Anthology 1975-1984
- 2014: The Singles Box Set 1975-1986
- 2014: Since You Been Gone: The Collection

### EPs
| Jahr | Titel         | Höchstplatzierung, Gesamtwochen, AuszeichnungChartsChartplatzierungen (Jahr, Titel, Platzierungen, Wochen, Auszeichnungen, Anmerkungen) | Anmerkungen                             |
| Jahr | Titel         | US | Anmerkungen                             |
| ---- | ------------- | --- | --------------------------------------- |
| 1981 | Jealous Lover | US147 (4 Wo.)US | Erstveröffentlichung: 13. November 1981 |

### Singles
| Jahr | Titel Album                           | Höchstplatzierung, Gesamtwochen, AuszeichnungChartplatzierungen (Jahr, Titel, Album, Platzierungen, Wochen, Auszeichnungen, Anmerkungen) | Höchstplatzierung, Gesamtwochen, AuszeichnungChartplatzierungen (Jahr, Titel, Album, Platzierungen, Wochen, Auszeichnungen, Anmerkungen) | Anmerkungen                              |
| Jahr | Titel Album                           | UK | US | Anmerkungen                              |
| ---- | ------------------------------------- | --- | --- | ---------------------------------------- |
| 1977 | Kill the King On Stage                | UK44 (3 Wo.)UK | — | Erstveröffentlichung: 26. August 1977    |
| 1978 | Long Live Rock ’N’ Roll               | UK33 (3 Wo.)UK | — | Erstveröffentlichung: 24. März 1978      |
| 1978 | LA Connection Long Live Rock ’N’ Roll | UK40 (4 Wo.)UK | — | Erstveröffentlichung: 22. September 1978 |
| 1979 | Since You Been Gone Down to Earth     | UK6 Gold · (10 Wo.)UK | US57 (8 Wo.)US | Erstveröffentlichung: 31. August 1979    |
| 1980 | All Night Long Down to Earth          | UK5 Silber · (11 Wo.)UK | — | Erstveröffentlichung: 15. Februar 1980   |
| 1981 | I Surrender Difficult to Cure         | UK3 (10 Wo.)UK | — | Erstveröffentlichung: 23. Januar 1981    |
| 1981 | Can’t Happen Here Difficult to Cure   | UK20 (8 Wo.)UK | — | Erstveröffentlichung: Juni 1981          |
| 1982 | Stone Cold Straight Between the Eyes  | UK34 (4 Wo.)UK | US40 (12 Wo.)US | Erstveröffentlichung: März 1982          |
| 1983 | Street of Dreams Bent Out of Shape    | UK52 (3 Wo.)UK | US60 (10 Wo.)US | Erstveröffentlichung: August 1983        |
| 1983 | Can’t Let You Go Bent Out of Shape    | UK43 (2 Wo.)UK | — | Erstveröffentlichung: Oktober 1983       |

Weitere Singles
- 1975: Man on the Silver Mountain
- 1975: Temple of the King
- 1975: Still I’m Sad
- 1976: Starstruck
- 1981: Difficult to Cure
- 1981: Magic
- 1981: Jealous Lover
- 1982: Power
- 1982: Death Alley Driver
- 1986: Bad Girl
- 1995: Ariel
- 2017: Land of Hope and Glory
- 2018: Waiting for a Sign
- 2019: Black Sheep of the Family
- 2019: The Storm

## Auszeichnungen für Musikverkäufe
| Goldene Schallplatte - Finnland - 1981: für das Album Difficult to Cure - 1983: für das Album Straight Between The Eyes - Frankreich - 1982: für das Album Rising - Japan - 1995: für das Album Stranger in Us All |

Anmerkung: Auszeichnungen in Ländern aus den Charttabellen bzw. Chartboxen sind in ebendiesen zu finden.
| Land/RegionAuszeichnungen für Musikverkäufe (Land/Region, Auszeichnungen, Verkäufe, Quellen) | Silber     | Gold     | Platin | Verkäufe  | Quellen     |
| -------------------------------------------------------------------------------------------- | ---------- | -------- | ------ | --------- | ----------- |
| Finnland (IFPI)                                                                              | —          | 2× Gold2 | —      | 50.000    | ifpi.fi     |
| Frankreich (SNEP)                                                                            | —          | Gold1    | —      | 100.000   | infodisc.fr |
| Japan (RIAJ)                                                                                 | —          | Gold1    | —      | 100.000   | riaj.or.jp  |
| Vereinigtes Königreich (BPI)                                                                 | 8× Silber8 | 4× Gold4 | —      | 1.320.000 | bpi.co.uk   |
| Insgesamt                                                                                    | 8× Silber8 | 8× Gold8 | —      |           |             |